# چراغعلی تپه مارلیک (روستای نصفی)
چراغعلی تپه مارلیک (روستای نصفی) مربوط به هزاره اول قبل از میلاد است و در شهرستان رودبار، بخش رحمت‌آباد و بلوکات واقع شده و این اثر در تاریخ ۵ دی ۱۳۵۶ با شمارهٔ ثبت ۴۲۶ به‌عنوان یکی از آثار ملی ایران به ثبت رسیده است.